# Peucedanum magalismontanum
Peucedanum magalismontanum är en flockblommig växtart som beskrevs av Otto Wilhelm Sonder. Peucedanum magalismontanum ingår i släktet siljor, och familjen flockblommiga växter. Inga underarter finns listade i Catalogue of Life.